# Девча
Девча је насеље у Србији у општини Мерошина у Нишавском округу. Према попису из 2022. било је 304 становника (према попису из 1991. било је 569 становника).
Становништво је у потпуности посвећено пољопривреди...воћарству,повртарству и мањим делом сточарству.
Тренутно стање у пољопривреди је јако тешко због исцрпљености сопствених средстава домаћинстава,а и због неимања пољ.задруга.
Већи број млађих житеља запослење налази у оближњим градовима,Нишу и Прокупљу.
Задњих година је обновљена путна инфраструктура у дужини од око девет километара,саграђена нова основна школа као и предшколска установа.

## Демографија
У насељу Девча живи 414 пунолетних становника, а просечна старост становништва износи 46,3 година (44,4 код мушкараца и 48,4 код жена). У насељу има 166 домаћинстава, а просечан број чланова по домаћинству је 2,96.
Ово насеље је великим делом насељено Србима (према попису из 2002. године), а у последња три пописа, примећен је пад у броју становника.
|  |

| Демографија | Демографија | Демографија |
| Година      | Становника  | Становника  |
| ----------- | ----------- | ----------- |
| 1948.       | 980         |             |
| 1953.       | 1.041       |             |
| 1961.       | 1.015       |             |
| 1971.       | 861         |             |
| 1981.       | 719         |             |
| 1991.       | 569         | 563         |
| 2002.       | 492         | 544         |

| Етнички састав према попису из 2002.‍ | Етнички састав према попису из 2002.‍ | Етнички састав према попису из 2002.‍ | Етнички састав према попису из 2002.‍ | Етнички састав према попису из 2002.‍ |
| ------------------------------------ | ------------------------------------ | ------------------------------------ | ------------------------------------ | ------------------------------------ |
|                                      |                                      |                                      |                                      |                                      |
| Срби                                 | Срби                                 |                                      | 479                                  | 97,35%                               |
| Југословени                          | Југословени                          |                                      | 6                                    | 1,21%                                |
| Црногорци                            | Црногорци                            |                                      | 1                                    | 0,20%                                |
| Хрвати                               | Хрвати                               |                                      | 1                                    | 0,20%                                |
| непознато                            | непознато                            |                                      | 5                                    | 1,01%                                |

| Година пописа     | 1948. | 1953. | 1961. | 1971. | 1981. | 1991. | 2002. |
| ----------------- | ----- | ----- | ----- | ----- | ----- | ----- | ----- |
| Број домаћинстава | 138   | 160   | 182   | 187   | 186   | 173   | 166   |

| Број чланова      | 1  | 2  | 3  | 4  | 5  | 6  | 7 | 8 | 9 | 10 и више | Просек |
| ----------------- | -- | -- | -- | -- | -- | -- | - | - | - | --------- | ------ |
| Број домаћинстава | 33 | 59 | 22 | 18 | 12 | 16 | 3 | 2 | 0 | 1         | 2,96   |

| Пол    | Укупно | Неожењен/Неудата | Ожењен/Удата | Удовац/Удовица | Разведен/Разведена | Непознато |
| ------ | ------ | ---------------- | ------------ | -------------- | ------------------ | --------- |
| Мушки  | 224    | 57               | 147          | 20             | 0                  | 0         |
| Женски | 203    | 21               | 142          | 39             | 1                  | 0         |
| УКУПНО | 427    | 78               | 289          | 59             | 1                  | 0         |

| Пол    | Укупно                    | Пољопривреда, лов и шумарство | Рибарство                            | Вађење руде и камена | Прерађивачка индустрија       |
| ------ | ------------------------- | ----------------------------- | ------------------------------------ | -------------------- | ----------------------------- |
| Мушки  | 99                        | 60                            | 0                                    | 0                    | 8                             |
| Женски | 39                        | 30                            | 0                                    | 0                    | 2                             |
| УКУПНО | 138                       | 90                            | 0                                    | 0                    | 10                            |
| Пол    | Производња и снабдевање   | Грађевинарство                | Трговина                             | Хотели и ресторани   | Саобраћај, складиштење и везе |
| Мушки  | 1                         | 7                             | 1                                    | 0                    | 8                             |
| Женски | 0                         | 0                             | 3                                    | 0                    | 2                             |
| УКУПНО | 1                         | 7                             | 4                                    | 0                    | 10                            |
| Пол    | Финансијско посредовање   | Некретнине                    | Државна управа и одбрана             | Образовање           | Здравствени и социјални рад   |
| Мушки  | 0                         | 0                             | 6                                    | 1                    | 1                             |
| Женски | 0                         | 0                             | 0                                    | 1                    | 1                             |
| УКУПНО | 0                         | 0                             | 6                                    | 2                    | 2                             |
| Пол    | Остале услужне активности | Приватна домаћинства          | Екстериторијалне организације и тела | Непознато            | Непознато                     |
| Мушки  | 5                         | 0                             | 0                                    | 1                    | 1                             |
| Женски | 0                         | 0                             | 0                                    | 0                    | 0                             |
| УКУПНО | 5                         | 0                             | 0                                    | 1                    | 1                             |